# Scooby-Doo
Scooby-Doo là một thương hiệu nhượng quyền hoạt hình của Mỹ tập hợp nhiều bộ phim truyền hình sản xuất từ năm 1969 đến nay cũng như những tác phẩm hậu truyện,ngoại truyện và sản phẩm phim ảnh. Bộ đôi biên kịch Joe Ruby và Ken Spears là những người sáng tạo ra loạt phim nguyên tác Scooby-Doo, Where Are You! cho hãng phim Hanna-Barbera Productions vào năm 1969.Bộ phim hoạt hình chiếu vào khung giờ sáng thứ Bảy hàng tuần này xoay quanh một nhóm các cô cậu thiếu niên gồm có Fred Jones, Daphne Blake, Velma Dinkley, Norville "Shaggy" Rogers và một chú chó thuộc giống Great Dane biết nói có tên Scooby-Doo; họ cùng nhau giải mã nhiều vụ án ly kỳ liên quan đến những sinh vật siêu nhiên, đồng thời gặp phải một loạt những tình huống hài hước và dở khóc dở cười.
Sau thành công của loạt phim nguyên tác, Hanna-Barbera và Warner Bros. Animation đã cho ra đời nhiều phần phim hậu truyện hoặc ngoại truyện cũng như một số tác phẩm ăn theo, trong đó có các tập đặc biệt và những phim lẻ chiếu trên truyền hình, hàng loạt phim lẻ ghi trên băng đĩa và hai phim điện ảnh chiếu rạp do Warner Bros. sản xuất. Một số phiên bản Scooby-Doo có các đề tài siêu nhiên biến thể cũng như sự xuất hiện của những nhân vật mới như Scooby-Dum, (anh họ của Scooby) và Scrappy-Doo (cháu trai của Scooby) bên cạnh dàn nhân vật gốc.
Scooby-Doo lần đầu được phát sóng trên kênh CBS từ 1969 đến 1976 rồi được chuyển qua kênh ABC. ABC đã cho lên sóng những chương trình biến thể cho đến khi ngừng chiếu chúng vào năm 1985. Từ 1988 đến 1991, đài giới thiệu một phần ngoại truyện có sự góp mặt của các nhân vật lúc còn bé, với tựa A Pup Named Scooby-Doo. Những bản tái khởi động (reboot) Scooby-Doo cũng lần lượt lên sóng trên các kênh thuộc hệ thống Kids' WB của đài The WB cũng như phần hậu truyện ra mắt trên The CW từ 2002 đến 2008. Đài cáp Cartoon Network còn cho sản xuất những bộ tái khởi động khác bắt đầu vào năm 2010 và kéo dài đến 2018. Nhiều bộ Scooby-Doo đã được phát sóng lặp lại thường xuyên trên Boomerang (một kênh "họ hàng" với Cartoon Network) tại Hoa Kỳ cũng như các quốc gia khác. Loạt phim mới nhất mang tên Scooby-Doo and Guess Who? ra mắt vào ngày 27 tháng 6 năm 2019 trên Boomerang. Năm 2013, tạp chí TV Guide đã liệt Scooby-Doo là bộ phim hoạt hình truyền hình xuất sắc thứ 5 mọi thời đại.

## Nhân vật
- Scooby-Doo là chú chó nhân vật chính, thuộc giống chó Great Dance. Hài hước, vui nhộn, tham ăn và sợ ma, mặc dù giống chó Great Dane của chú ngoài đời vô cùng to lớn, dũng mãnh và gan dạ.
- Noville "Shaggy" Rogers. Chủ nhân của Scooby-Doo. Cậu ta là người khá vui nhộn, tham ăn. Dáng người cao và gầy nhất nhóm. Cậu mặc một chiếc áo màu xanh lá cây, quần màu nâu. Shaggy thường là người đầu tiên trong nhóm nhìn thấy ma (cậu rất sợ ma, thậm chí nhát hơn cả Scooby). Khả năng của cậu là chạy (gặp ma là chạy liền, có khi còn chạy nhanh hơn Scooby). Điểm vui nhộn của bộ phim nằm ở tính cách nhút nhát của Shaggy và Scooby, giúp tạo nên những tính huống trớ trêu cười ra nước mắt.
- Velma Dinkley. Là cô gái đeo kính trong nhóm, mặc áo màu cam. Velma rất thông minh, với trí tuệ siêu phàm của mình Velma đã nhiều lần giúp cả nhóm đi tìm ra manh mối (để biết ai là ma) và phá án.
- Daphne Blake. Là cô gái mặc váy tím, mái tóc dài màu cam trong nhóm. Daphne là thành viên xinh đẹp nhất trong nhóm khi sở hữu thân hình đồng hồ cát cuốn hút, săn chắc.Cô xuất thân trong một gia đình giàu có và có rất nhiều người họ hàng cũng như người quen biết nổi tiếng. Trong phim Daphne là người hay bị mấy con ma bắt cóc nhất (và cô cũng bực mình về chuyện này).
- Fred Jones. Là anh chàng tóc vàng điển trai, thủ lĩnh của nhóm. người lái chiếc xe tải con chở cả nhóm đi phá án. Cậu có mái tóc màu vàng, mặc áo trắng, quần xanh dương. Fred hay phải giải cứu Daphne khi cô bị mấy con ma bắt cóc.

## Phát triển
Năm 1968, các tổ chức do phụ huynh điều hành, đặc biệt là Action for Children's Television (ACT) bắt đầu tẩy chay những yếu tố mà họ cho là quá bạo lực trong các bộ hoạt hình chiếu vào sáng Thứ Bảy. Hầu hết trong số đó là các bộ hoạt hình hành động của Hanna-Barbera như Space Ghost, The Herculoids, và Birdman and the Galaxy Trio; gần như tất cả những chương trình này đều bị ngừng chiếu vào năm 1969 bởi áp lực từ nhóm các phụ huynh kể trên. Những thành viên thuộc các nhóm theo dõi này đều từng làm cố vấn cho Hanna-Barbera và các xưởng phim hoạt hình khác nhằm đảm bảo rằng những chương trình mới sẽ phù hợp với thiếu nhi.
Sau đó Fred Silverman, giám đốc khung giờ phát sóng ban ngày tại CBS đã đi tìm kiếm một chương trình mới vừa nhằm thổi luồng sinh khí mới vào khung giờ màn ảnh nhỏ sáng thứ Bảy, vừa làm hài lòng các nhóm theo dõi. Kết quả là The Archie Show, loạt hoạt hình dựa trên truyện tranh hài tuổi thiếu niên của Bob Montana ra đời. The Archies cũng cho ra lò nhiều tác phẩm nhạc thành công được thể hiện trong mỗi số lên sóng (một trong số đó là bài "Sugar, Sugar" – ca khúc quán quân thành công nhất trên Billboard Hot 100 năm 1969). Với tham vọng tiếp đà thành công này, Silverman đã liên hệ với hai nhà sản xuất William Hanna và Joseph Barbera để bàn luận về chuyện sáng tạo một show nữa dựa trên một nhóm nhạc rock tuổi thiếu niên, lần này là những cô/cậu thiếu niên giải quyết các bí ẩn giữa những buổi diễn.
Do không phải dồn sức vào các mùa kế tiếp của những chương trình sắp lên sóng. Silverman đã nhờ Ruby, Spears cùng đội ngũ của Hanna-Barbera tái đầu tư và xây dựng lại show Dobie Gillis, vừa làm cho bộ hoạt hình ít gây khó chịu hơn, vừa giúp nó thể hiện các yếu tố hài hước tốt hơn. Yếu tố ban nhạc rock bị lược bỏ, đồng thời chú trọng hơn vào Shaggy và chú chó Too Much (tiền thân của Scooby-Doo). Theo lời Ruby và Spears, Silverman đã lấy cảm hứng khúc hát scat "doo-be-doo-be-doo" ở cuối bài "Strangers in the Night" của Frank Sinatra trên một chuyến bay xuyên đêm và mang nó tới một trong các buổi thảo luận phát triển dự án, rồi quyết định đổi tên chú chó thành "Scooby-Doo" cũng như tái đặt tựa chương trình là Scooby-Doo, Where Are You!. Bộ hoạt hình tái dựng này đã được tái trình bày cho các sếp của CBS và ngay lập tức họ nhất trí "bật đèn xanh" cho chương trình.

## Đợt chiếu loạt hoạt hình truyền hình nguyên tác

### Những năm của CBS (1969–76)

Mọi tập phim theo loạt nguyên tác Scooby-Doo đều chứa một cảnh áp chót, trong đó đám thiếu niên lột mặt nạ con-ma-của-tuần nhằm tìm ra kẻ đột lốt hóa trang là ai, giống như cảnh này trích từ "Nowhere to Hyde", một tập phim trong loạt nguyên tác Scooby-Doo, Where Are You! lần đầu phát sóng vào ngày 12 tháng 9 năm 1970.

#### Scooby-Doo, Where Are You!
Tập phim đầu tiên của Scooby-Doo, Where Are You! là "What a Night for a Knight" đã ra mắt trên sóng CBS vào thứ Bảy, ngày 13 tháng 9 năm 1969. Dàn diễn viên lồng tiếng gốc gồm có: Don Messick vai Scooby-Doo, Casey Kasem vai Shaggy, Frank Welker vai Fred, nữ diễn viên Nicole Jaffe vai Velma và Indira Stefanianna vai Daphne. Mẫu giọng của Scooby gần giống với chú chó hoạt hình Astro từ bộ The Jetsons (1962–63) do Messick lồng tiếng. 17 tập của Scooby-Doo Where are You! được sản xuất từ 1969–70. Ca khúc nhạc hiệu được sáng tác bởi David Mook và Ben Raleigh cũng như do Larry Marks thể hiện.
Mỗi tập phim có sự hiện diện của Scooby cùng bốn thành viên tuổi thiếu niên của hội Mystery, Inc.—Fred, Shaggy, Daphne và Velma—di chuyển trên một chiếc xe thùng đề tên Mystery Machine, được sơn màu ảo giác và đính hình flower power làm minh họa. Sau khi tiếp xúc với một con ma, quái vật hoặc một kẻ giả dạng như có năng lực siêu nhiên nào đó đang khủng bố người dân địa phương, họ quyết định dấn thân vào cuộc điều tra sự việc. Nhóm bạn trẻ đã tách nhau ra để truy tìm nghi phạm và manh mối, dù cho mỗi người đều lần lượt bị bọn quái vật rượt đuổi. Sau cùng, nhóm thiếu niên dần nhận ra bọn ma quỷ và hoạt động siêu nhiên khác thực chất chỉ là một màn lừa bịp tinh vi; để rồi với sự hỗ trợ từ một cái bẫy theo kiểu Rube Goldberg mà Fred thiết kế, họ đã bắt được hung thủ và vạch trần nhân dạng thật của y. Hóa ra hung thủ là một kẻ lừa đảo bằng xương bằng thịt cố che đậy tội ác bằng cách sử dụng các câu chuyện ma và đội lốt hóa trang thành ma quỷ, rồi tên tội phạm bị bắt và khi bị đưa vào tù, y thường đưa ra câu nói kinh điển, "if it weren't for those pesky kids".

#### The New Scooby-Doo Movies
Năm 1972, các tập phim mới kéo dài một tiếng đồng hồ với tựa The New Scooby-Doo Movies được sản xuất; mỗi tập phim có sự góp mặt của một ngôi sao khách mời có thật hoặc hư cấu để giúp đỡ hội Scooby giải mã vụ án, như các nhân vật từ những loạt phim khác của Hanna-Barbera gồm có Harlem Globetrotters, Josie and the Pussycats và Speed Buggy, hai nhân vật truyện tranh Người Dơi và Robin và những nhân vật nổi tiếng như Sandy Duncan, Gia đình Addams, Cass Elliot, Phyllis Diller, Don Knotts và The Three Stooges. Giám đốc âm nhạc của hãng Hanna-Barbera, ông Hoyt Curtin đã sáng tác một bài nhạc hiệu mới cho tác phẩm.

### Những năm của ABC (1976–91)

#### The Scooby-Doo ShowvàScooby's All-Star Laff-A-Lympics
Chủ tịch đương nhiệm của hãng ABC lúc bấy giờ, ông Fred Silverman đã đạt thỏa thuận với Hanna-Barbera để đem các tập phim mới của Scooby-Doo sang chiếu vào khung giờ sáng Thứ Bảy của ABC, đánh dấu giai đoạn show trải qua nhiều thay đổi gần như hàng năm. Ở mùa 1976–77, 16 tập phim mới của Scooby-Doo đã kết hợp với một show mới của Hanna-Barbera là Dynomutt, Dog Wonder nhằm cho ra đời The Scooby-Doo/Dynomutt Hour. Joe Ruby và Ken Spears lúc đó đang giữ cương vị điều hành khung giờ sáng Thứ Bảy của ABC cho Silverman, họ đã đưa loạt phim trở lại với thể thức của nguyên tác Scooby-Doo, Where are You!, khi bổ sung thêm cậu anh họ nhà quê ngốc nghếch của Scooby là Scooby-Dum (lồng tiếng bởi Daws Butler) làm nhân vật định kỳ.

#### Scooby-Doo and Scrappy-Doo
Các nhân vật của Scooby-Doo lần đầu xuất hiện ngoài khuôn khổ chương trình sáng Thứ Bảy thường nhật là trong Scooby Goes Hollywood, một show đặc biệt kéo dài nhiều giờ của ABC phát sóng vào khung giờ vàng ngày 13 tháng 12 năm 1979. Chương trình xoay quanh việc Shaggy và Scooby cố gắng thuyết phục nhà đài đưa Scooby khỏi khung sáng Thứ Bảy để đưa vào khung giờ vàng. Show cũng có liên hệ tới nhiều tác phẩm điện ảnh và truyền hình nổi tiếng lúc bấy giờ là Happy Days, Superman: The Movie, Laverne & Shirley và Charlie's Angels.

#### Tiểu phẩmScooby-Doo and Scrappy-Doo
Nhờ thành công gặt hái từ Scooby-Doo và Scrappy-Doo, toàn bộ show đã được đại tu vào năm 1980 nhằm xoáy sâu hơn vào cặp Scrappy-Doo. Tại thời điểm đó, Scooby-Doo bắt đầu đi bộ và chạy bằng hai chân giống người thường xuyên hơn, thay vì chạy bằng 4 chân như loài chó trước đây. Fred, Daphne và Velma đều bị loạt khỏi loạt phim, và một sê-ri Scooby-Doo and Scrappy-Doo theo thể thức mới gồm ba nhân vật chính là Scooby, Scrappy và Shaggy có nội dung là những chuyến phiêu lưu hài hước kéo dài 7 phút thay vì một vụ án ly kỳ dài nửa tiếng như trước. Hầu hết những nhân vật phản diện trong mỗi tập Scooby and Scrappy dài 7 phút – vốn đã hiện diện trong những show Scooby cũ – được tiết lộ là những tên tội phạm bằng xương bằng thịt trong lốt cải trang (yếu tố này được sử dụng trong nhiều show Scooby ngày nay).

## Tái chiếu và tái khởi động (1987–nay)

### Phim điện ảnh truyền hình, tái chiếu và phát thẳng lên băng đĩa
Từ năm 1987 đến 1988, Hanna-Barbera Productions đã cho sản xuất Hanna-Barbera Superstars 10, một loạt phim hội tụ những nhân vật truyền hình danh tiếng nhất của hãng, gồm có Gấu Yogi, Huckleberry Hound, Nhà Flintstones và Nhà Jetsons. Scooby-Doo, Scrappy-Doo và Shaggy có mặt ở ba trong số những tác phẩm này: Scooby-Doo Meets the Boo Brothers (1987), Scooby-Doo and the Ghoul School (1988) và Scooby-Doo and the Reluctant Werewolf (1988). Ba phim này có màu sắc giống loạt Scooby-Doo and Scrappy-Doo đầu thập niên 1980, đồng thời có sự hiện diện của những nhân vật là quái vật và ma quỷ thực thụ thay cho người cải trang. Sau đó Scooby-Doo và Shaggy còn làm người dẫn chuyện cho bộ phim điện ảnh truyền hình Arabian Nights (phát sóng đầu tiên bởi kênh TBS vào năm 1994).

### Phim chiếu rạp

#### Phim người đóng
Một bản phim điện ảnh người đóng chiếu rạp đã được hãng Warner Bros. Pictures cho phát hành vào ngày 14 tháng 6 năm 2002. Phim do Raja Gosnell làm đạo diễn và có sự tham gia diễn xuất của các diễn viên Freddie Prinze Jr. vai Fred, Sarah Michelle Gellar vai Daphne, Matthew Lillard vai Shaggy và Linda Cardellini vai Velma. Nhân vật Scooby-Doo (lồng tiếng bởi Neil Fanning) được dựng trên màn ảnh bằng hiệu ứng kỹ xảo CGI. Tác phẩm gặt hái thành công về mặt thương mại với doanh thu phòng vé nội địa hơn 130 triệu USD. Phần hậu truyện mang tên Scooby-Doo 2: Monsters Unleashed ra mắt vào tháng 3 năm 2004 với dàn diễn viên và đạo diễn như phần đầu. Scooby-Doo 2 thu về 84 triệu USD tại thị trường phòng vé nội địa. Phần thứ ba đã được lên kế hoạch sản xuất, tuy nhiên đã bị hủy bởi hãng Warner Bros. quá thất vọng với màn tái xuất của Scooby-Doo 2.
Ngoài ra, một bản phim điện ảnh truyền hình (TV Movie) có tựa Scooby-Doo! The Mystery Begins đã được phát hành trên DVD cũng như lên sóng đồng thời trên kênh Cartoon Network vào ngày 13 tháng 9 năm 2009, nhân kỉ niệm 40 năm ra đời nhượng quyền. Phim có sự tham gia diễn xuất của Nick Palatas vai Shaggy, Robbie Amell vai Fred, Kate Melton vai Daphne, Hayley Kiyoko vai Velma và Frank Welker lồng tiếng vai Scooby-Doo. Phần hậu truyện mang tên Scooby-Doo! Curse of the Lake Monster (với dàn diễn viên gốc từ phần một) lên sóng màn ảnh nhỏ vào ngày 16 tháng 10 năm 2010, kèm theo là phần ngoại truyện Daphne & Velma ra mắt vào năm 2018 qua hình thức băng đĩa tại gia. Ba phần phim này đóng vai trò như các phần tiền truyện lấy bối cảnh trước các sự kiện của bản phim năm 2002.

#### Phim điện ảnh hoạt hình
Tính từ năm 2013, Warner Bros. Pictures đã cho phát triển một bản phim hoạt hình Scooby-Doo chiếu rạp với Atlas Entertainment. Charles Roven và Richard Suckle – hai nhà sản xuất của hai phần phim người đóng đầu tiên – tiếp tục nắm giữ vai trò này cho bản phim hoạt hình, với Matt Lieberman chắp bút viết kịch bản. Năm 2014, Warner Bros. cho tái khởi động dự án loạt phim điện ảnh với Randall Green là biên kịch cho bản phim điện ảnh mới. Đến năm 2015, Warner Bros. tuyển Tony Cervone làm đạo diễn tác phẩm, với Allison Abbate làm nhà sản xuất và Dan Povenmire làm giám đốc sản xuất. Với lịch phát hành dự kiến khởi điểm là ngày 21 tháng 9 năm 2018, phim bị dời lịch chiếu sang ngày 15 tháng 5 năm 2020, với Dax Shepard làm đồng đạo diễn kiêm đồng biên kịch. Báo The Hollywood Reporter cho hay Frank Welker sẽ là người lồng tiếng Scooby, cùng với các đồng nghiệp Will Forte và Gina Rodriguez lần lượt lồng tiếng Shaggy và Velma, trong khi Tracy Morgan sẽ lồng tiếng vai Captain Caveman từ loạt Captain Caveman and the Teen Angels của Hanna-Barbera; kế đó Deadline đưa tin hai diễn viên Zac Efron và Amanda Seyfried sẽ lồng tiếng vai Fred và Daphne. Bên cạnh đó, Ken Jeong sẽ lồng tiếng vai Dynomutt, Dog Wonder từ loạt phim cùng tên của Hanna-Barbera, Kiersey Clemons lồng tiếng vai Dee Dee Sykes, một nhân vật từ loạt Captain Caveman and the Teen Angels. Dick Dastardly từ loạt Wacky Races của Hanna-Barbera sẽ là phản diện chính của phim. Tháng 3 năm 2020, lịch chiếu rạp của phim bị hoãn vô thời hạn bởi ảnh hưởng của đại dịch COVID-19. Ngày 22 tháng 4 năm 2020, Warner Bros. cho hay lịch chiếu rạp của bộ phim đã bị hủy, thay vào đó tác phẩm sẽ được phát hành theo hình thức video theo yêu cầu vào ngày 15 tháng 3 năm 2020.

## Truyện tranh

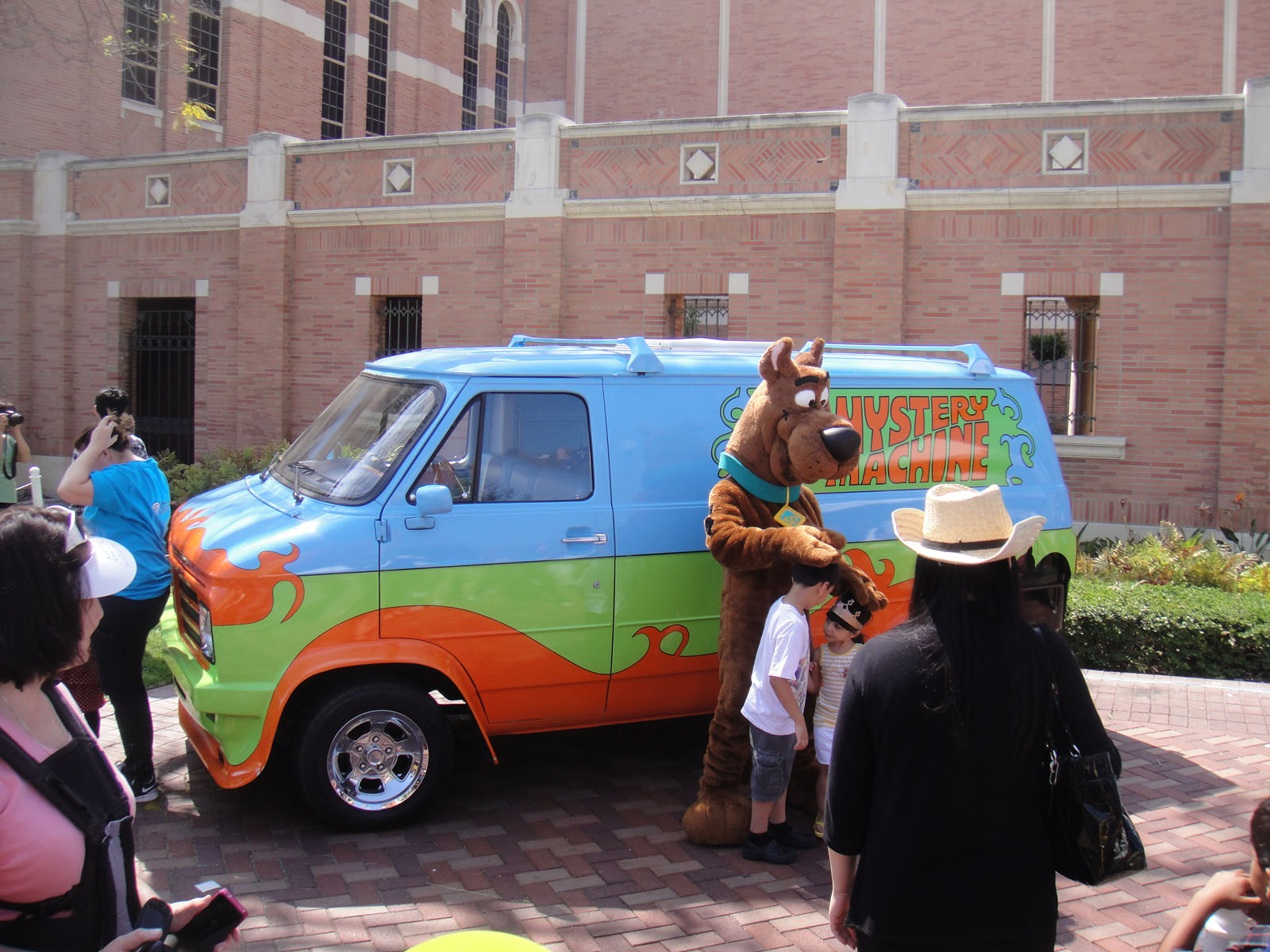
Một chiếc xe van được sơn màu giống với chiếc xe Mystery Machine từ Scooby-Doo tại Hội sách LA Times 2011. Một số người hâm mộ Scooby đã trang trí các chiếc xe van theo mốt thời trang này.

Gold Key Comics đã cho xuất bản ấn phẩm truyện tranh Scooby-Doo, Where Are You! vào tháng 12 năm 1969. Ban đầu bộ truyện chuyển thể từ các tập phim truyền hình với phần vẽ minh họa của Phil DeLara, Jack Manning và Warren Tufts. Sau đó bộ truyện chuyển sang sáng tác hoàn toàn nguyên bản cho đến khi kết thúc ở số thứ 30 vào năm 1974. Một số ấn phẩm được sáng tác bởi Mark Evanier và minh họa bởi Dan Spiegle. Charlton Comics cũng cho xuất bản các đầu truyện Scooby, đa số là do Bill Williams vẽ minh họa trong 11 số vào năm 1975. Từ 1977 đến 1979, Marvel Comics đã cho ấn hành 9 số của Scooby-Doo, tất cả đều do sáng tác và Spiegel minh họa. Harvey Comics còn cho tái xuất bản bộ truyện của Charlton Comics cũng như một loạt số đặc biệt từ 1993-94.

## Sản phẩm kèm theo
Sản phẩm thương mại đầu tiên của Scooby-Doo gồm có trò board game của hãng Milton Bradley năm 1973, những hộp đựng đồ ăn trưa có họa tiết trang trí, giấy in bằng là quần áo, sách tô màu, sách truyện, đĩa ghi âm và những vật phẩm khác. Khi Scrappy-Doo được giới thiệu trong loạt phim vào năm 1979, nhân vật này cùng Scooby và Shaggy trở thành chủ đề chính của nhiều sản phẩm, chẳng hạn như trò board game Scooby-Doo and Scrappy-Doo của Milton-Bradley năm 1983. Trò chơi điện tử Scooby-Doo đầu tiên xuất hiện trong các trò arcade game vào năm 1986, tiếp đó là một số trò chơi ở cả máy chơi tại nhà và máy tính cá nhân. Những viên vitamin tổng hợp mang nhãn Scooby-Doo cũng ra mắt trong thời gian này và được hãng thuốc danh tiếng Bayer cho ra lò từ năm 2001.

## Đón nhận và dấu ấn

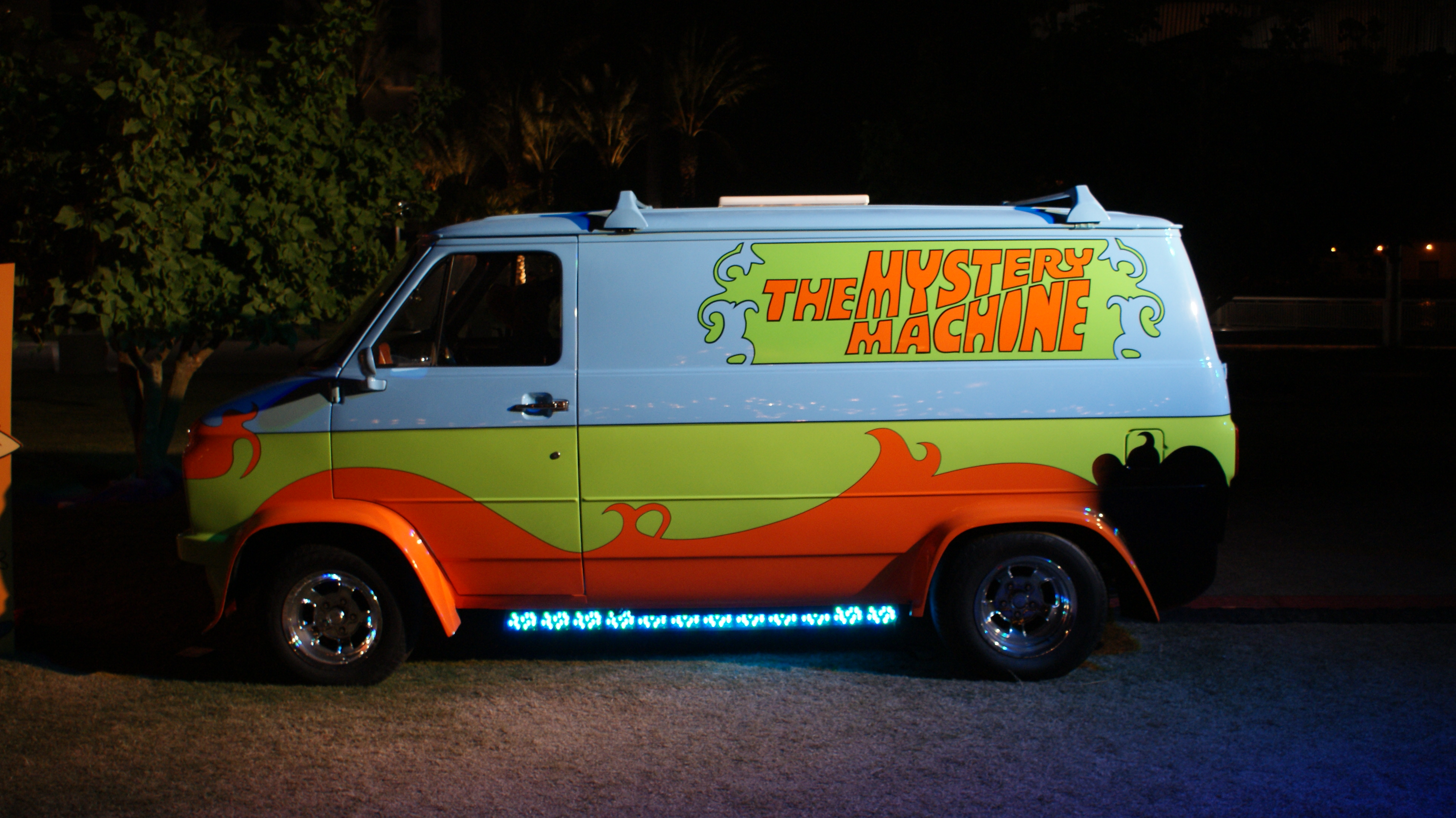
Chiếc xe Mystery Machine tại sự kiện San Diego Comic-Con International năm 2013

Trong lịch sử phát sóng kéo dài 5 thập kỷ, Scooby-Doo đã giành được hai đề cử Emmy: một đề cử Daytime Emmy năm 1989 cho A Pup Named Scooby-Doo và một đề cử Daytime Emmy năm 2003 cho Mindy Cohn của What's New, Scooby-Doo, đều ở hạng mục "Diễn xuất nổi bật trong một chương trình hoạt hình". Nhà khoa học Carl Sagan đã đưa ra phép so sánh công thức chủ yếu mang hướng hoài nghi của sê-ri với hầu hết các bộ phim truyền hình liên quan đến đề tài huyền bí khác, và thấy rằng nếu áp dụng sắc thái tương tự của người lớn cho Scooby-Doo thì đó sẽ là một dịch vụ công tuyệt vời.
Scooby-Doo đã duy trì một lượng hâm mộ trung thành (fan base) đáng kể, tăng trưởng đều đặn từ thập niên 1990 do danh tiếng của show với cả khán giả nhỏ tuổi và những người lớn hoài cổ lớn lên cùng loạt phim. Một vài nhà phê bình truyền hình cho rằng sự pha trộn giữa các thể loại hài-phiêu lưu và kinh dị của chương trình là nguyên nhân làm nên thành công đáng nể của loạt phim. Khi Fred Silverman cùng đội ngũ của Hanna-Barbera từng hoạch định trong lúc họ bắt đầu sản xuất dự án phim, những con ma quỷ, quái vật và các nơi bị ma ám của Scooby-Doo thiên về độ hài hước hơn là kinh dị, do đó làm show dễ tiếp cận với đối tượng người xem nhỏ tuổi hơn. Giám đốc Trung tâm Thiếu nhi và Truyền thông Mỹ, ông David Kleeman nhận xét, "Nhìn chung,  [Scooby-Doo] không phải là một chương trình liên tục làm kích thích cảm xúc và căng thẳng ở trẻ nhỏ. Chương trình tạo ra đủ niềm vui cho lũ trẻ mà không làm chúng bị lo âu hay gặp ác mộng."
Ở thập niên 2000, danh tiếng của Scooby-Doo đã được công chúng ghi nhận khi nó góp mặt trong các cuộc bình chọn top hoạt hình hay nhất hoặc top nhân vật hoạt hình hay nhất. Ngày 3 tháng 8 năm 2002, một số xuất bản của tạp chí TV Guide liệt các nhân vật trong phim vào danh sách "50 nhân vật hoạt hình xuất sắc nhất mọi thời đại", trong đó Scooby-Doo xếp ở vị trí số 22. Scooby cũng đứng thứ 13 trong danh sách "50 động vật trên truyền hình xuất sắc nhất mọi thời đại" của Animal Planet. Trong một năm từ 2004-05, Scooby-Doo đã nắm giữ Kỷ lục Guinness cho nhiều tập phim hoạt hình hài kịch nhất từng được sản xuất, kỷ lục này vốn do The Simpsons nắm giữ trước đó và sau này tái xô đổ. Kỷ lục trên của Scooby-Doo đã được ghi trong Sách Kỷ lục Guinness ấn bản năm 2006. Tháng 1 năm 2009, trang web giải trí IGN vinh danh Scooby-Doo ở vị trí #24 trong danh sách "Top 100 show hoạt hình truyền hình xuất sắc nhất".